# Ranunculus frigidurbis
Ranunculus frigidurbis är en ranunkelväxtart som beskrevs av Herman Johannes Lam. Ranunculus frigidurbis ingår i släktet ranunkler, och familjen ranunkelväxter. Inga underarter finns listade i Catalogue of Life.